# Bahnstrecke Frederikshavn–Aalborg
| Aalborg |                                                                               |                                                               |                                                               |
| Streckenverlauf |                                                                               |                                                               |                                                               |
| Streckennummer: | Banedanmark 25                                                                |                                                               |                                                               |
| Kursbuchstrecke: | Aarhus–Aalborg Lufthavn: DSB 70 Aalborg–Hjørring–Frederikshavn–Skagen: DSB 75 |                                                               |                                                               |
| Streckenlänge: | 84 km                                                                         |                                                               |                                                               |
| Spurweite: | 1435 mm (Normalspur)                                                          |                                                               |                                                               |
| Streckengeschwindigkeit: | Aalborg–Lindholm: 80 km/h ab Lindholm 120 km/h                                |                                                               |                                                               |
| Zugbeeinflussung: | ETCS, Aalborg–Lindholm ETCS ab 27. Juli 2024                                  |                                                               |                                                               |
| Zweigleisigkeit: | Aalborg–Aalborg Vestby                                                        |                                                               |                                                               |
| |                                                                               |                                                               |                                                               |
| \| \| \| Bahnstrecke Fjerritslev–Frederikshavn von Nørresundby \| \| \| \| \| Færgehavnen \| \| \| \| \| \| \| \| \| 333,3 \| Frederikshavn (alter Bahnhof bis 1979) \| Frederikshavn (alter Bahnhof bis 1979) \| \| \| \| \| \| \| \| 333,3 \| Frederikshavn (ab 1979) \| Frederikshavn (ab 1979) \| \| \| \| Frederikshavn Havn \| \| \| \| \| Bahnstrecke Frederikshavn–Skagen nach Skagen \| \| \| \| 327,9 \| Elling (1929–1955) \| Elling (1929–1955) \| \| \| 323,8 \| Kvissel (Haltestelle 1871–1877) \| Kvissel (Haltestelle 1871–1877) \| \| \| 317,4 \| Tolne (Haltestelle 1873–1879, Bhf. bis 1972) \| Tolne (Haltestelle 1873–1879, Bhf. bis 1972) \| \| \| 310,2 \| Sindal \| Sindal \| \| \| 306,0 \| Sønderskov (Fahrkartenverkaufsstelle bis 1964, Hst. bis 1971) \| Sønderskov (Fahrkartenverkaufsstelle bis 1964, Hst. bis 1971) \| \| \| \| Bahnstrecke Hjørring–Hirtshals von Hirtshals bis 1942 \| \| \| \| \| Hjørring–Løkken–Aabybro Jernbane von Løkken bis 1942 \| \| \| \| \| Hjørring Vestbanegård \| \| \| \| 296,6 \| Hjørring \| Hjørring \| \| \| \| \| \| \| \| \| Bahnstrecke Hjørring–Hirtshals nach Hirtshals \| \| \| \| \| und Hjørring–Løkken–Aabybro Jernbane nach Løkken ab 1942 \| \| \| \| \| Hjørring–Hørby Jernbane nach Hørby \| \| \| \| 291,4 \| Hæstrup (Zugfolgestelle bis 1963, Hst. bis 1971) \| Hæstrup (Zugfolgestelle bis 1963, Hst. bis 1971) \| \| \| 288,6 \| Gunderup (1929–1955) \| Gunderup (1929–1955) \| \| \| 284,7 \| Vrå \| Vrå \| \| \| 282,0 \| Em (bis 1972) \| Em (bis 1972) \| \| \| 274,8 \| Brønderslev (bis 1966 Bhf.) \| Brønderslev (bis 1966 Bhf.) \| \| \| 267,4 \| Tylstrup (bis 1972), Torfbahn[3] \| Tylstrup (bis 1972), Torfbahn[3] \| \| \| 263,4 \| Sulsted (Pers.-Halt bis 1972) \| Sulsted (Pers.-Halt bis 1972) \| \| \| 258,0 \| Hvorupgaard (1880–1965) \| Hvorupgaard (1880–1965) \| \| \| \| Bahnstrecke Fjerritslev–Frederikshavn von Fjerritslev \| \| \| \| \| Flughafenbahn Aalborg von Flughafen Aalborg \| \| \| \| 251,4 \| Lindholm (seit 14. Dezember 2002) \| Lindholm (seit 14. Dezember 2002) \| \| \| 250,9 \| Nørresundby (bis 27. Mai 1979) \| Nørresundby (bis 27. Mai 1979) \| \| \| \| Bahnstrecke Fjerritslev–Frederikshavn nach Frederikshavn \| \| \| \| \| Hafenbahn Nørresundby \| \| \| \| 250,2 \| Limfjord (Jernbanebroen over Limfjorden) \| Limfjord (Jernbanebroen over Limfjorden) \| \| \| 249,6 \| Aalborg Vestby (seit 2003) \| Aalborg Vestby (seit 2003) \| \| \| 248,4 \| Aalborg \| Aalborg \| \| \| \| Bahnstrecke Randers–Aalborg nach Aarhus \| \| \| \| \| \| \| \| Quellen: [4] \| \| \| \| |                                                                               |                                                               |                                                               |
| Strecke (außer Betrieb) |                                                                               | Bahnstrecke Fjerritslev–Frederikshavn von Nørresundby         | Bahnstrecke Fjerritslev–Frederikshavn von Nørresundby         |
| Betriebsstelle Streckenanfang (Strecke außer Betrieb) · Strecke (außer Betrieb) |                                                                               | Færgehavnen                                                   | Færgehavnen                                                   |
| Abzweig geradeaus und nach links (Strecke außer Betrieb) · Abzweig geradeaus und von rechts (Strecke außer Betrieb) |                                                                               |                                                               |                                                               |
| Strecke (außer Betrieb) · Bahnhof (Strecke außer Betrieb) | 333,3                                                                         | Frederikshavn (alter Bahnhof bis 1979)                        | Frederikshavn (alter Bahnhof bis 1979)                        |
| Abzweig geradeaus und von links (Strecke außer Betrieb) · Strecke nach rechts (außer Betrieb) |                                                                               |                                                               |                                                               |
| Kopfbahnhof Strecke bis hier außer Betrieb | 333,3                                                                         | Frederikshavn (ab 1979)                                       | Frederikshavn (ab 1979)                                       |
| Abzweig geradeaus und von rechts |                                                                               | Frederikshavn Havn                                            | Frederikshavn Havn                                            |
| Abzweig geradeaus und nach rechts |                                                                               | Bahnstrecke Frederikshavn–Skagen nach Skagen                  | Bahnstrecke Frederikshavn–Skagen nach Skagen                  |
| ehemaliger Haltepunkt / Haltestelle | 327,9                                                                         | Elling (1929–1955)                                            | Elling (1929–1955)                                            |
| Bahnhof | 323,8                                                                         | Kvissel (Haltestelle 1871–1877)                               | Kvissel (Haltestelle 1871–1877)                               |
| Haltepunkt / Haltestelle | 317,4                                                                         | Tolne (Haltestelle 1873–1879, Bhf. bis 1972)                  | Tolne (Haltestelle 1873–1879, Bhf. bis 1972)                  |
| Bahnhof | 310,2                                                                         | Sindal                                                        | Sindal                                                        |
| ehemaliger Haltepunkt / Haltestelle | 306,0                                                                         | Sønderskov (Fahrkartenverkaufsstelle bis 1964, Hst. bis 1971) | Sønderskov (Fahrkartenverkaufsstelle bis 1964, Hst. bis 1971) |
| Strecke (außer Betrieb) · Strecke |                                                                               | Bahnstrecke Hjørring–Hirtshals von Hirtshals bis 1942         | Bahnstrecke Hjørring–Hirtshals von Hirtshals bis 1942         |
| Abzweig geradeaus und von rechts (Strecke außer Betrieb) · Strecke |                                                                               | Hjørring–Løkken–Aabybro Jernbane von Løkken bis 1942          | Hjørring–Løkken–Aabybro Jernbane von Løkken bis 1942          |
| Bahnhof (Strecke außer Betrieb) · Strecke |                                                                               | Hjørring Vestbanegård                                         | Hjørring Vestbanegård                                         |
| Strecke (außer Betrieb) · Bahnhof | 296,6                                                                         | Hjørring                                                      | Hjørring                                                      |
| Abzweig ehemals geradeaus und von links · Abzweig geradeaus und nach rechts |                                                                               |                                                               |                                                               |
| Abzweig ehemals geradeaus und nach rechts · Strecke |                                                                               | Bahnstrecke Hjørring–Hirtshals nach Hirtshals                 | Bahnstrecke Hjørring–Hirtshals nach Hirtshals                 |
| Strecke (außer Betrieb) · Strecke |                                                                               | und Hjørring–Løkken–Aabybro Jernbane nach Løkken ab 1942      | und Hjørring–Løkken–Aabybro Jernbane nach Løkken ab 1942      |
| Strecke nach links (außer Betrieb) · Kreuzung geradeaus unten (Querstrecke außer Betrieb) |                                                                               | Hjørring–Hørby Jernbane nach Hørby                            | Hjørring–Hørby Jernbane nach Hørby                            |
| ehemaliger Haltepunkt / Haltestelle | 291,4                                                                         | Hæstrup (Zugfolgestelle bis 1963, Hst. bis 1971)              | Hæstrup (Zugfolgestelle bis 1963, Hst. bis 1971)              |
| ehemaliger Haltepunkt / Haltestelle | 288,6                                                                         | Gunderup (1929–1955)                                          | Gunderup (1929–1955)                                          |
| Bahnhof | 284,7                                                                         | Vrå                                                           | Vrå                                                           |
| ehemaliger Haltepunkt / Haltestelle | 282,0                                                                         | Em (bis 1972)                                                 | Em (bis 1972)                                                 |
| Bahnhof | 274,8                                                                         | Brønderslev (bis 1966 Bhf.)                                   | Brønderslev (bis 1966 Bhf.)                                   |
| ehemaliger Bahnhof | 267,4                                                                         | Tylstrup (bis 1972), Torfbahn                                 | Tylstrup (bis 1972), Torfbahn                                 |
| Dienststation / Betriebs- oder Güterbahnhof | 263,4                                                                         | Sulsted (Pers.-Halt bis 1972)                                 | Sulsted (Pers.-Halt bis 1972)                                 |
| ehemaliger Haltepunkt / Haltestelle | 258,0                                                                         | Hvorupgaard (1880–1965)                                       | Hvorupgaard (1880–1965)                                       |
| Abzweig geradeaus und ehemals von rechts |                                                                               | Bahnstrecke Fjerritslev–Frederikshavn von Fjerritslev         | Bahnstrecke Fjerritslev–Frederikshavn von Fjerritslev         |
| Abzweig geradeaus und von rechts |                                                                               | Flughafenbahn Aalborg von Flughafen Aalborg                   | Flughafenbahn Aalborg von Flughafen Aalborg                   |
| Bahnhof | 251,4                                                                         | Lindholm (seit 14. Dezember 2002)                             | Lindholm (seit 14. Dezember 2002)                             |
| ehemaliger Bahnhof | 250,9                                                                         | Nørresundby (bis 27. Mai 1979)                                | Nørresundby (bis 27. Mai 1979)                                |
| Abzweig geradeaus, ehemals nach links und ehemals von links |                                                                               | Bahnstrecke Fjerritslev–Frederikshavn nach Frederikshavn      | Bahnstrecke Fjerritslev–Frederikshavn nach Frederikshavn      |
| Abzweig geradeaus und ehemals nach links |                                                                               | Hafenbahn Nørresundby                                         | Hafenbahn Nørresundby                                         |
| Brücke über Wasserlauf | 250,2                                                                         | Limfjord (Jernbanebroen over Limfjorden)                      | Limfjord (Jernbanebroen over Limfjorden)                      |
| Haltepunkt / Haltestelle | 249,6                                                                         | Aalborg Vestby (seit 2003)                                    | Aalborg Vestby (seit 2003)                                    |
| Bahnhof | 248,4                                                                         | Aalborg                                                       | Aalborg                                                       |
| Strecke |                                                                               | Bahnstrecke Randers–Aalborg nach Aarhus                       | Bahnstrecke Randers–Aalborg nach Aarhus                       |
| |                                                                               |                                                               |                                                               |
| Quellen: |                                                                               |                                                               |                                                               |

Die Bahnstrecke Frederikshavn–Aalborg ist eine Eisenbahnstrecke in Dänemark, die Aalborg mit Frederikshavn auf Vendsyssel-Thy (oder Nordjütische Insel, dänisch Nørrejyske Ø) verbindet. Die Strecke ist Teil der Østjyske længdebane (deutsch Ostjütländische Längsbahn), die im Sprachgebrauch nur Længdebane genannt wird. Nur der kurze Abschnitt zwischen Aalborg und dem Limfjord ist zweigleisig ausgebaut. Der Streckenabschnitt nördlich des Limfjords ist durchgängig eingleisig.

## Geschichte
Der dänische Staat beauftragte im Frühjahr 1856 dänische Ingenieure, das Gelände zwischen Limfjord und Frederikshavn zu prüfen, um eine Eisenbahn zu errichten. Die Untersuchungen endete mit drei möglichen Strecken ab Nørresundby. Dies war der Weg nach Nordosten an der Küste entlang über Sæby oder im Landesinneren einerseits über Hammer Bakker, Allerup Bakker und durch das hügelige Gelände südwestlich von Frederikshavn, andererseits durch das Flachland des westlichen Vendsyssel über Hjørring. Die Wahl fiel auf die 84 km lange Strecke über Hjørring.
Das erste festgelegte jütländische Schienennetz vom März 1861 enthielt aus wirtschaftlichen Gründen keine Strecke nördlich des Limfjords, worüber die Bevölkerung in Vendsyssel unzufrieden war.

## Straßenlokomotive
Es folgten Experimente mit einer in England gekauften dampfbetriebenen Straßenlokomotive, mit der Kaufmann Christiansen aus Frederikshavn auf der neu renovierten Straße zwischen Frederikshavn und Nørresundby fahren wollte. Die dreiachsige zwölf Tonnen schwere Lok kam mit dem Schiff im Oktober 1862 nach Frederikshavn. Der Inhaber erhielt die Erlaubnis, fünf Jahre mit dem Fahrzeug dreimal wöchentlich die Strecke Frederikshavn–Hjørring–Nørresundby zu betreiben. Die Reise sollte fünf bis sechs Stunden je Strecke dauern.
Der Kaufmann hatte weit über 9000 Rigsdaler in dieses Unternehmen investiert. Laut Anbieter könnte die Straßenlokomotive 15 Tonnen Fracht ziehen. Auf geraden Strecken würden sie eine Geschwindigkeit von 15 km/h erreichen. Dies klang vielversprechend, die Wirklichkeit war anders, da sich das viele Tonnen schwere Fahrzeug auf der Straße festfuhr und Brücken mit großem Aufwand abgestützt werden mussten.
Der Betreiber hatte nur Probleme und es nur einmal geschafft, den ganzen Weg nach Nørresundby in mehreren Tagen zu erreichen. Dem folgte eine Woche Reparatur in Nørresundby, bevor die Rückfahrt begann. Nach drei Monaten gab Christiansen seine Straßenlokomotive auf und schickte sie zurück nach England.

## Neue Hoffnung für den Bahnbau
Jysk-fynske jernbaner wurden 1867 vom Staat übernommen und stellte Ingenieur Niels Henrik Holst als Betriebsleiter ein. Dieser begann sofort mit der Planung für die Erweiterung des Schienennetzes in Jütland. Er schlug vor, die vorhandene Strecke über den Limfjord bei Nørresundby nach Frederikshavn zu verlängern. Für diese Streckenführung lagen die Geländeuntersuchungen vor. Holst war an den Studien 1856 beteiligt gewesen.
Mit dem Gesetz vom 24. April 1868 wurde der Bau der Eisenbahnstrecke von Nørresundby nach Frederikshavn beschlossen, das Gesetz enthielt zudem mehrere andere Strecken in Jütland. Für die Errichtung der Strecke war ein Budget von vier Millionen Kronen vorgesehen. Darin enthalten waren Entschädigungszahlungen für die Grundstücke sowie die Beschaffung der notwendigen Fahrzeuge. Diese Summe forderte ein englisches Konsortium für den Bau. Nach der Ausschreibung wurde der Auftrag jedoch an ein dänisches Konsortium, bestehend aus dem 36-jährigen Holzhändler Johan F. V. Steenberg aus Randers, Baron G. A. Gedalia, der Inhaber von Gedalia & Co, Kammerrat E. C. Møller und Christian Fugl Svendsen, die ein Angebot für 1,8 Millionen Kronen abgegeben hatten, vergeben. Leitender Ingenieur für den Bau war Ingenieurkapitän N. A. Brummer.
Johan F. V. Steenberg leitete in den 1860er Jahren die Holzversorgung für den Bau der Jysk-fynske jernbaner. Mit seinem Bruder, Gedalia & Co, E.C. Møller und Christian Fugl Svendsen bildete er die Interessentskabet for Anlægget af Vendsysselbanen. Die Vertragsunterzeichnung erfolgte Ende Februar 1869. Die Interessengesellschaft sollte eine Kaution von 68.000 Rigsdaler hinterlegen, das Geld wurde pünktlich bezahlt. Politisch gab es Sympathie für Steenberg und seine Partner. Da die Dänen vorher kein Fachwissen im Gleisbau hatten, war das Monopol der Engländer beim Bau der dänischen Eisenbahnen gebrochen.

## Bauarbeiten
Die Arbeiten an der 84 km langen Strecke begannen im Mai 1869. Die Interessengesellschaft kaufte teilweise Werkzeuge und Materialien von den am Bau der Bahnstrecke Randers–Aalborg beteiligten Firmen. An der Strecke wurden acht Stationen, 45 Bahnwärterhäuser, 29 Brücken und 109 Durchlässe gebaut sowie 30.000 Schienenstücke mit einem Metergewicht von 29 kg verlegt.

## Bahnhof Nørresundby
Für die Lage des Bahnhofes in Nørresundby gab es mehrere gegensätzliche Überlegungen. Die Station sollte in der Nähe der Stadt und der ersten Pontonbrücke sein. Es war zu berücksichtigen, dass in Zukunft eine Eisenbahnbrücke über den Fjord geführt werden wird, deren Lage noch nicht bestimmt war.
Es wurde vorgesehen, das Stationsgebäude Nørresundby nach Fertigstellung der Eisenbahnbrücke zu versetzen. Um die Kosten dafür zu reduzieren, wurde ein vorläufiges Stationsgebäude aus Holz errichtet. Es wurde westlich des Hauptgleises an der Kreuzung des Thistedvej gebaut. Das Gebäude hatte seit 1866 als vorläufiges Bahnhofsgebäude in Fredericia gedient. So wurde die Station in Lindholm im Westen der Stadt mit seinen 1.600 Einwohnern errichtet.

## Hafenbahn Nørresundby
Vom Bahnhof in Nørresundby wurde entlang des ganzen Fjordufers ein Gleis zu einem Punkt in der Nähe der Schiffsbrücke gelegt. Die Strecke war nur für die Beförderung von Gütern bestimmt, wobei die Wagen von Pferden gezogen werden sollten.

## Einweihung
Die Strecke zwischen Nørresundby und dem ersten Bahnhof in Frederikshavn wurde am 15. August 1871 eingeweiht, zur Feier kam König Christian IX. Um den Fjord zu überqueren und zum Bahnhof nach Aalborg zu kommen, gab es zwei Möglichkeiten. Eine davon war die Schiffsbrücke. Die andere war neu: die Staatsbahnen nahmen am Eröffnungstag einen Fährbetrieb für Passagiere und Fracht, jedoch nicht für Schienenfahrzeuge, mit dem 20 Meter langen, in England gebauten Schraubendampfschiff Lille Belt auf.
Die Entfernung über den Limfjord betrug etwa 350 Meter. Das Dampfschiff hatte seinen Anlegeplatz, wo sich jetzt die Eisenbahnbrücke befindet. Es führten Gleise von den Anlegern sowohl in Aalborg als auch in Nørresundby zu den Bahnhöfen. In Nørresundby wurden die Züge bis zum Anleger geführt, während die Strecke in Aalborg möglicherweise bei der Eröffnung der Strecke noch nicht fertig war. Von der Ankunft des Zuges in Nørresundby bis zur Abfahrt nach Aalborg waren 35 Minuten vorgesehen.
In den ersten Jahren nutzten täglich 65 bis 80 Fahrgäste die Überfahrt, denn die Überfahrt mit dem Dampfschiff war teuer und konnte nicht mit den fünf Øre konkurrieren, die es kostete, um über die Pontonbrücke zu gehen. Der Dampfer fuhr mehr als sieben Jahre, bis die Eisenbahnbrücke fertig war. Die Direktverbindung mit den Zügen nach Aalborg wurde erst mit der Inbetriebnahme der Eisenbahnbrücke über den Limfjord hergestellt, die für den Verkehr am 8. Januar 1879 freigegeben wurde. Danach wurde die Strecke sofort ein wichtiger Versandweg für Güter über Frederikshavn nach Schweden.

## Aalborg Nærbane
Am 14. Dezember 2003 wurde Aalborg Nærbane eröffnet. Für dieses Nahverkehrsprojekt wurde rund 100 Meter nördlich des ehemaligen Bahnhofes in Nørresundby ein neuer Haltepunkt mit der Bezeichnung Lindholm barrierefrei ausgebaut und in Betrieb genommen.

## Verkehr
Der Personenverkehr auf der Strecke wurde bis 2008 ausschließlich von Danske Statsbaner durchgeführt. Danach verkehrten einige wenige Züge am Tag von Nordjyske Jernbaner zwischen Hjørring und Frederikshavn. Nordjyske Jernbaner sind für den Güterverkehr auf der Strecke verantwortlich.
Am 6. August 2017 wurde der Region Nordjylland die Verantwortung für den Nahverkehr vom Staat übertragen. Dadurch übernahmen Nordjyske Jernbaner den Regionalzugbetrieb auf der gesamten Strecke Frederikshavn–Aalborg und weiter über die Aalborg Nærbane bis Skørping von den Danske Statsbaner (DSB). Dazu wurden weitere 13 neue Alstom-LINT-41-Züge beschafft, die gemeinsam mit den Desiro-Zügen die Relation Skagen–Skørping und Hirtshals–Hjørring bedienen.
Am Freitag, dem 5. Oktober 2018, fuhr der letzte Personenzug auf dem Streckenabschnitt zwischen Frederikshavn und Lindholm (Bahnhofsausfahrt Nord) mit Streckensignalen. Danach fanden Testfahrten statt, bis am 21. Oktober der Betrieb mit ETCS aufgenommen wurde. Seither können Fahrzeuge ohne ETCS-Ausrüstung nur noch bis Lindholm verkehren. Die IC-Züge der DSB biegen daher in Lindholm auf die Flughafenbahn Aalborg ab. Güterzüge können bis Lindholm mit der Baureihe MZ mit 90 km/h verkehren.
Von Frederikshavn wurden die schon 2014 vorbereiteten ETCS-Einrichtungen in Richtung Strandby und Kvissel endgültig in Betrieb genommen. Die Strecke wird nun vom Stellwerk West in Fredericia aus ferngesteuert. Die örtlichen Bedienungseinrichtungen (Kmp = Kommandoposten) in Hjørring und Frederikshavn wurden geschlossen. Die Fernsteuerung des Bahnhofs Lindholm erfolgt von der Fernsteuerungszentrale Aalborg (FC = Fjernstyringscentral). Von der FC Hjørring erfolgt die Fernsteuerung der Hirtshals- und Skagensbane.

## Erneuerungen
Die Gleiserneuerung und Kapazitätserweiterung am Bahnhof Hjørring im Jahre 2024 umfassten unter anderem den Austausch von Schienen, Schwellen und Weichen im Bahnhof, Reinigung oder Austausch des Schotters und Erneuerung des Gleisunterbaus, verbunden mit dem Bau eines 700 Meter langen Doppelgleises südlich des Bahnhofs.